# جيسي آشر
جيسي آشر هو ممثل أمريكي ولد في 29 فبراير 1992. شارك في بطولة فيلم أكاذيب خطيرة.

## روابط خارجية
- جيسي آشر على موقع IMDb (الإنجليزية)
- جيسي آشر على موقع روتن توميتوز (الإنجليزية)
- جيسي آشر على موقع ألو سيني (الفرنسية)
- جيسي آشر على موقع ميوزك برينز (الإنجليزية)
- جيسي آشر على موقع أول موفي (الإنجليزية)
- جيسي آشر على موقع قاعدة بيانات الفيلم (الإنجليزية)
- جيسي آشر على موقع كينوبويسك (الروسية)